# Holomelina erytrina
Holomelina erytrina är en fjärilsart som beskrevs av Beutelspacher 1991. Holomelina erytrina ingår i släktet Holomelina och familjen björnspinnare. Inga underarter finns listade i Catalogue of Life.